# Lars Løkke Rasmussen
Lars Løkke Rasmussen (Vejle, Dinamarca, 15 de mayo de 1964) es un político danés, fue primer ministro desde junio de 2015 hasta junio de 2019. También ocupó el cargo entre 2009 y 2011. Fue el líder del partido Venstre-Partido Liberal Danés entre 2009 y 2019.

## Biografía
Hijo de Jeppe Rasmussen y de Lise Løkke Rasmussen, está casado con Sólrun Løkke Rasmussen.
Es miembro del Parlamento danés (Folketing) desde el 21 de septiembre de 1994. Ocupó el cargo de Alcalde del Condado de Frederiksborg entre el 1 de enero de 1998 y el 31 de diciembre de 2001. 
Fue ministro de Interior y de Salud desde el 27 de noviembre de 2001, como parte de los dos primeros gabinetes de ministros de Anders Fogh Rasmussen y ministro de Hacienda como parte del tercer gabinete desde el 23 de noviembre de 2007. El 5 de abril de 2009 sucedió a Fogh Rasmussen como primer ministro del país, ya que Fogh Rasmussen había sido designado nuevo secretario general de la OTAN.
Tras su nombramiento, prometió continuar en la misma línea que su predecesor.
Se presentó a la reelección en las elecciones de 2011, en las que su partido fue el más votado. Sin embargo, la alianza de partidos de izquierda (conocida en Dinamarca como bloque rojo) obtuvo más votos y escaños que la alianza de derechas (bloque azul), lo que supuso el nombramiento de Helle Thorning-Schmidt como primera ministra de Dinamarca en octubre de 2011.
Lars Løkke se volvió a presentar como cabeza de lista en las elecciones de 2015, en las que su partido obtuvo un mal resultado, bajando de la primera a la tercera plaza. A pesar de ello, el bloque azul superó por un escaño al bloque rojo, lo que le convirtió de nuevo en primer ministro, a pesar de haber sido la tercera fuerza en las elecciones.